# Брауншвейгская резиденция
Брауншвейгский резиденция (нем. Braunschweiger Residenzschloss), Брауншвейгский дворец  (нем. Braunschweiger Schloss)  — основная резиденция старшей линии Вельфов, герцогов Брауншвейгских, с 1753 по 1884 год. Расположена в центре немецкого города Брауншвейга.

## История

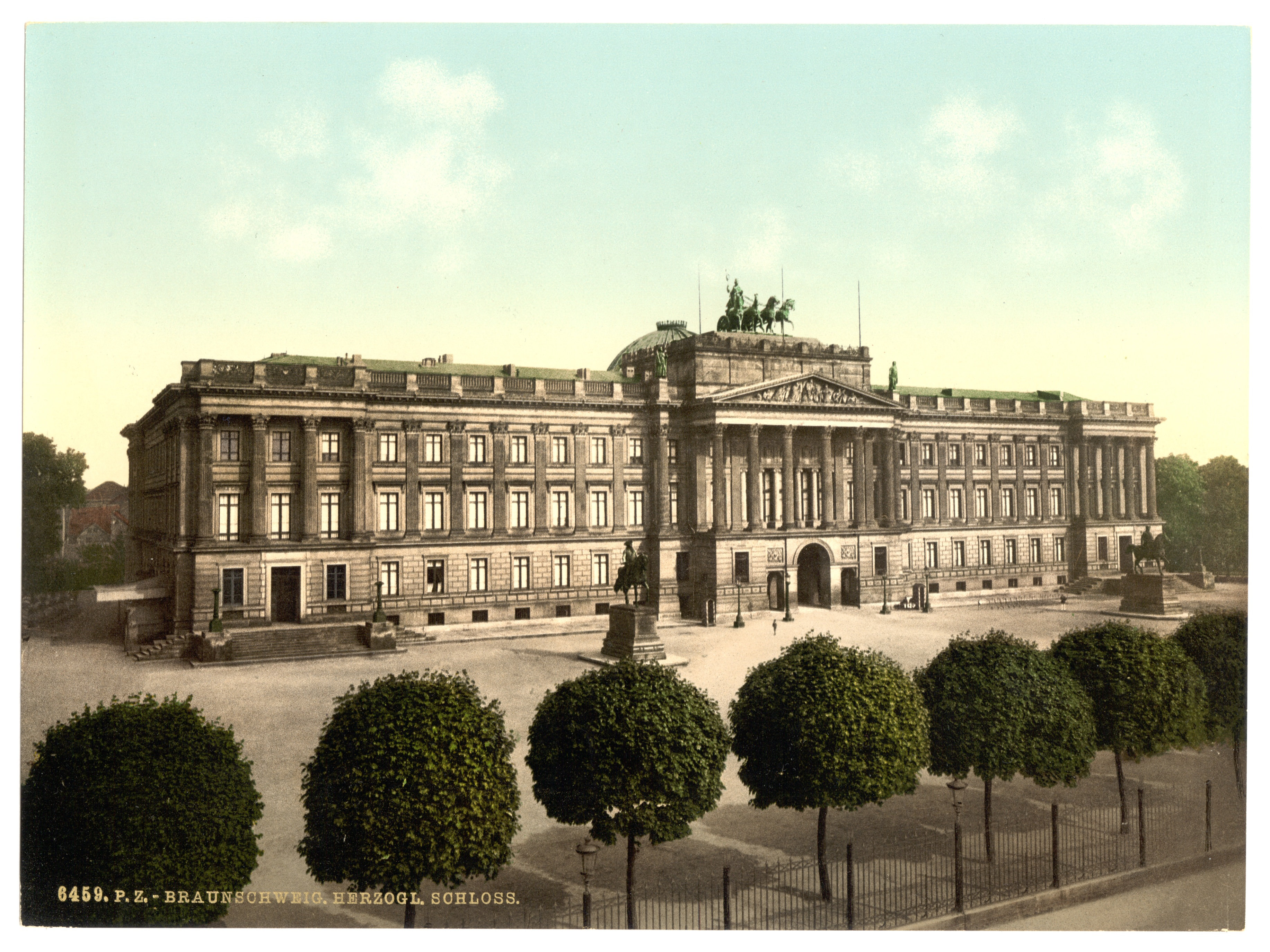
Герцогский дворец в конце XIX века

К тому времени, когда Брауншвейг вернулся в руки Вельфов в 1671 году, глава княжества Брауншвейг-Вольфенбюттель на протяжении нескольких столетий занимал резиденцию в Вольфенбюттеле. Брауншвейг был гораздо более крупным и богатым городом, чем Вольфенбюттель, однако герцоги наезжали туда нечасто ввиду отсутствия достойного места проживания.
В 1718 году на бывших монастырских землях придворный архитектор Герман Корб заложил дворец в стиле барокко. Хотя строительство продвигалось медленно, герцог Карл I в 1753 году переехал вместе со своим двором на постоянное проживание в неоконченную брауншвейгскую резиденцию. Главное здание ансамбля было достроено лишь в 1783—1791 годах в стиле классицизма по проекту архитекторов Х. Г. Лангвагена и В. фон Гебхарди.
В 1830 году жители Брауншвейга подняли восстание против Карла II, прозванного за расточительность бриллиантовым герцогом. Резиденция герцогов была сожжена дотла; уцелело только южное крыло. Для строительства нового дворца был приглашён представитель позднего классицизма Оттмер, Карл Теодор — один из учеников Шинкеля. Основные строительные работы были завершены к 1841 году.
По сторонам от парадного входа во дворец установлены бронзовые статуи самых знаменитых полководцев в истории государства — герцогов Фридриха Вильгельма и Карла Вильгельма Фердинанда. Над фасадом вознеслась мощная квадрига с фигурой Брунонии (олицетворения брауншвейгской государственности), которую изваял Эрнст Ритшель. Эта скульптурная группа погибла во время крупного пожара в 1865 году и была заменена новой.
Последним правителем, занимавшим резиденцию, был герцог Эрнст Август (в 1913—1918 годах), зять кайзера Вильгельма II. 
Здание сильно пострадало от бомбардировок союзников во время Второй мировой войны. Оно простояло в руинах до 1960 года, когда городские власти распорядились их разобрать, а на их месте разбили городской парк (та же участь постигла резиденцию Гогенцоллернов в Берлине, но по идеологическим причинам). Сохранившуюся квадригу нелегально сдали на металлолом. 
В 2004 году власти города Брауншвейг санкционировали строительство на месте парка крупного торгового центра Schloss-Arkaden — при условии, что его западный фасад будет полностью повторять облик утраченного дворца. Воссоздание фасада завершено в 2007 году. Позднее также воссоздана и Брауншвейгская квадрига.  С июня 2007 года в помещениях реконструированного Брауншвейгского дворца разместилась Городская библиотека Брауншвейга.

## Галерея

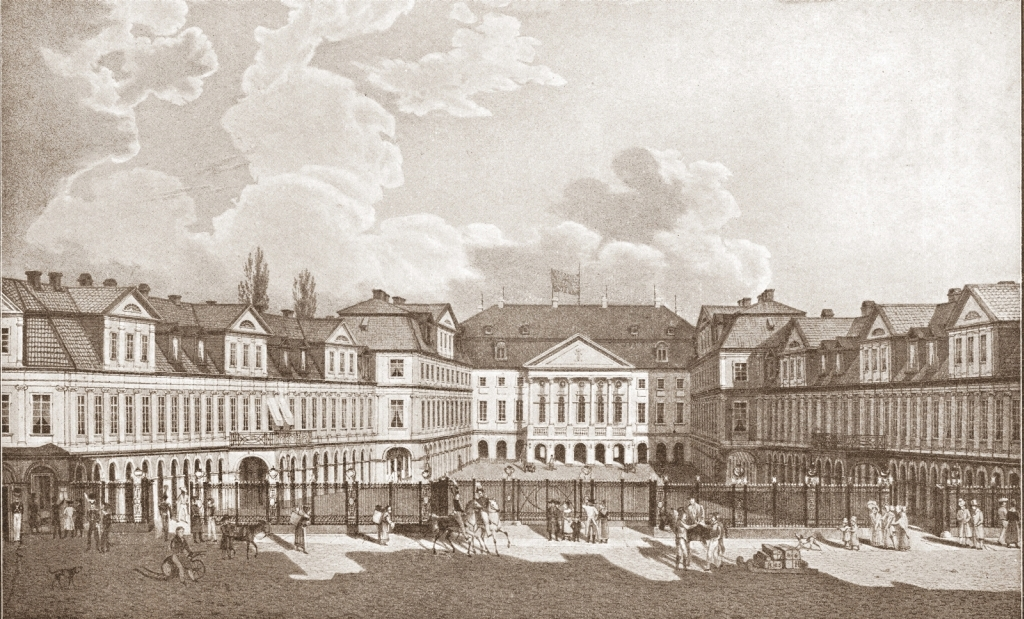
Дворец до 1830 года
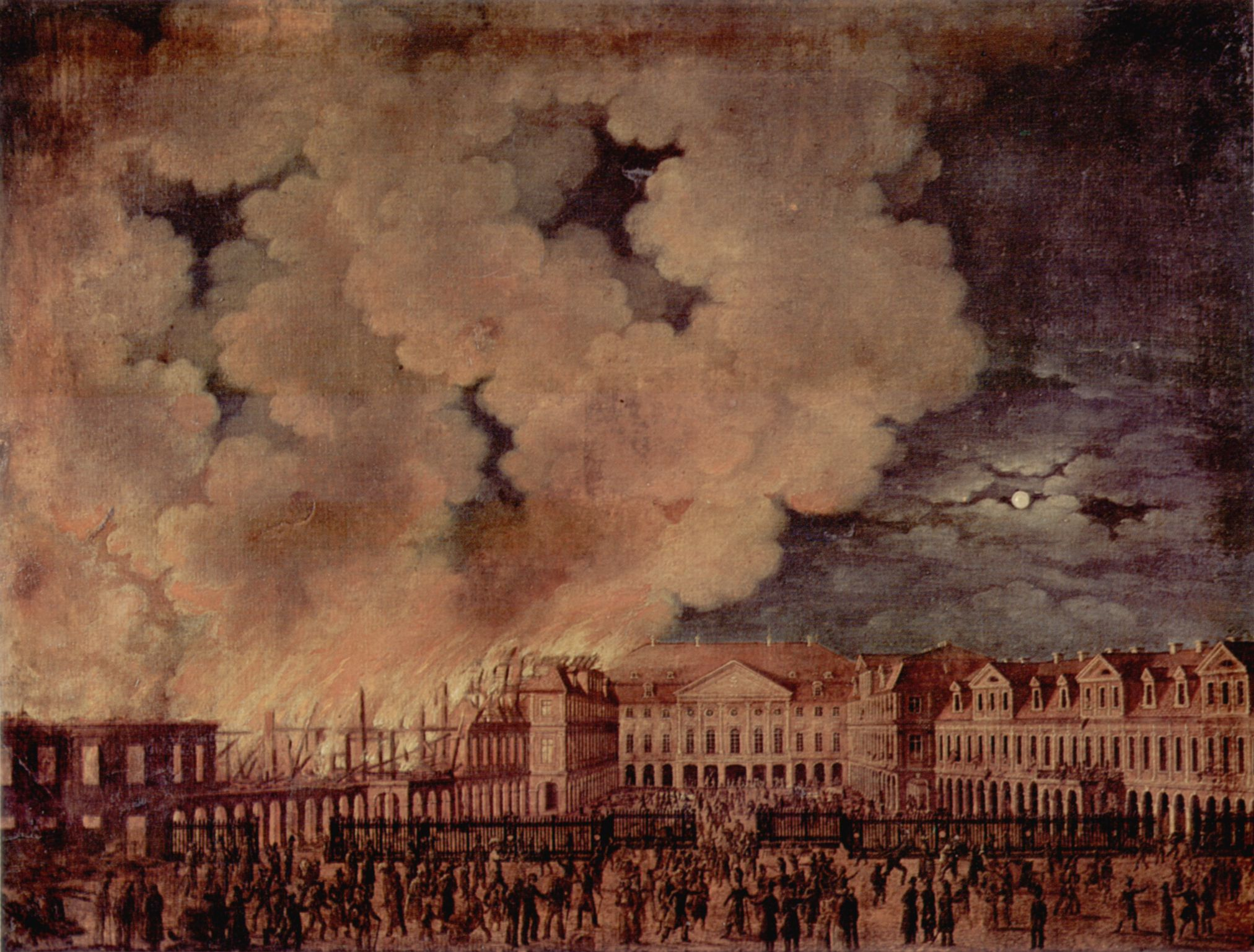
Пожар дворца во время Брауншвейгского народное восстания 1830 года
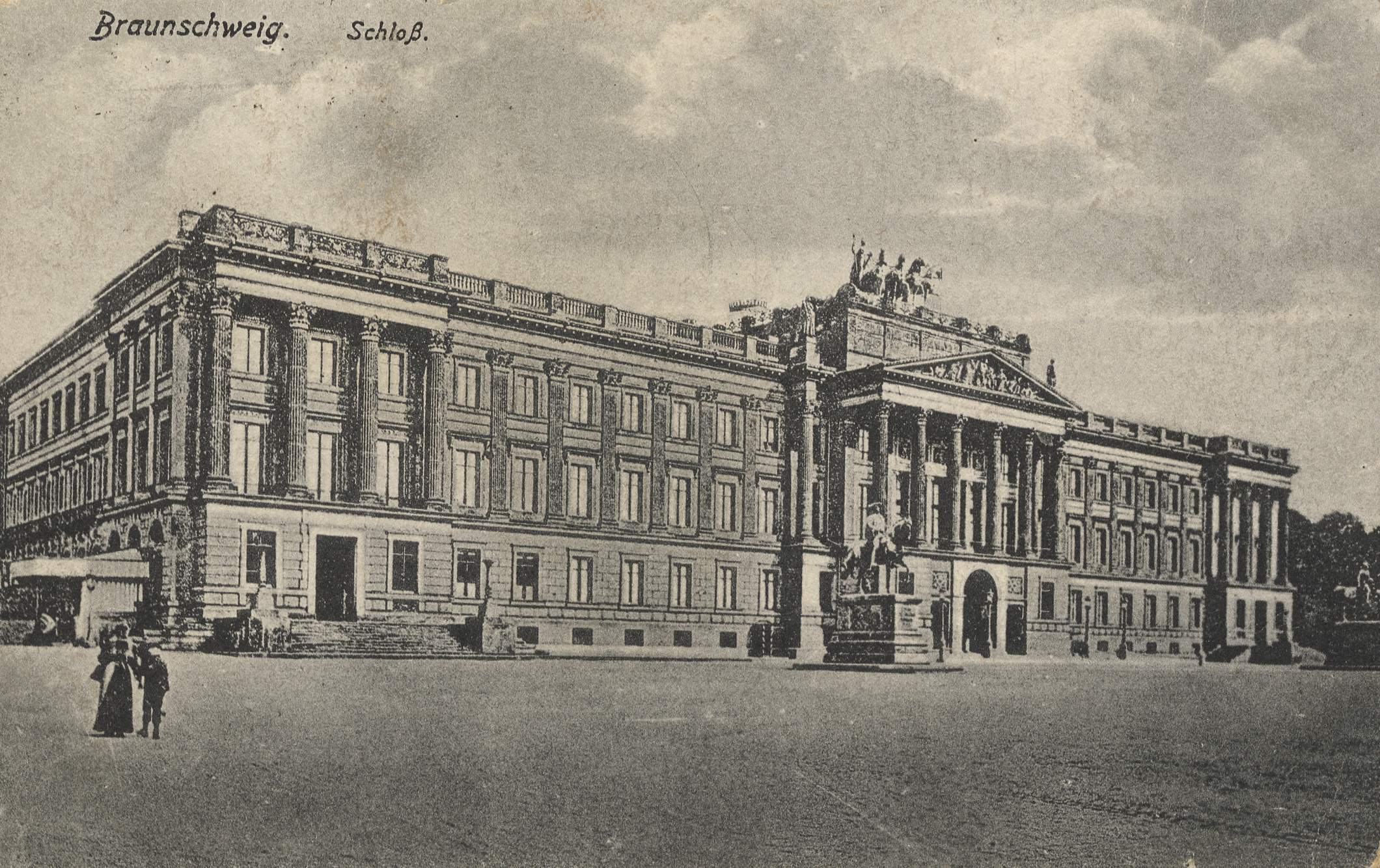
Дворец в начале XX века
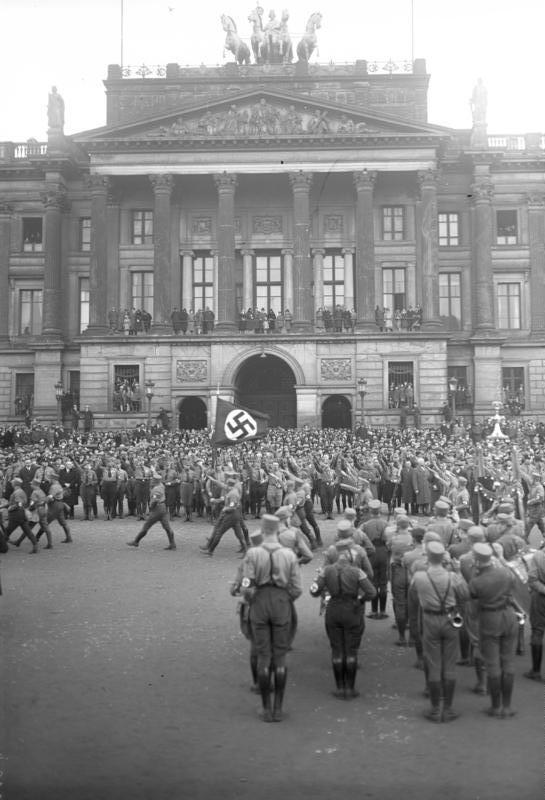
Парад национал-социалистов перед замком.1931 год
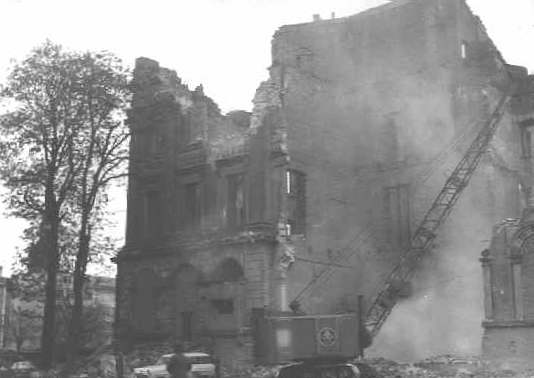
Работы по сносу в 1960 году
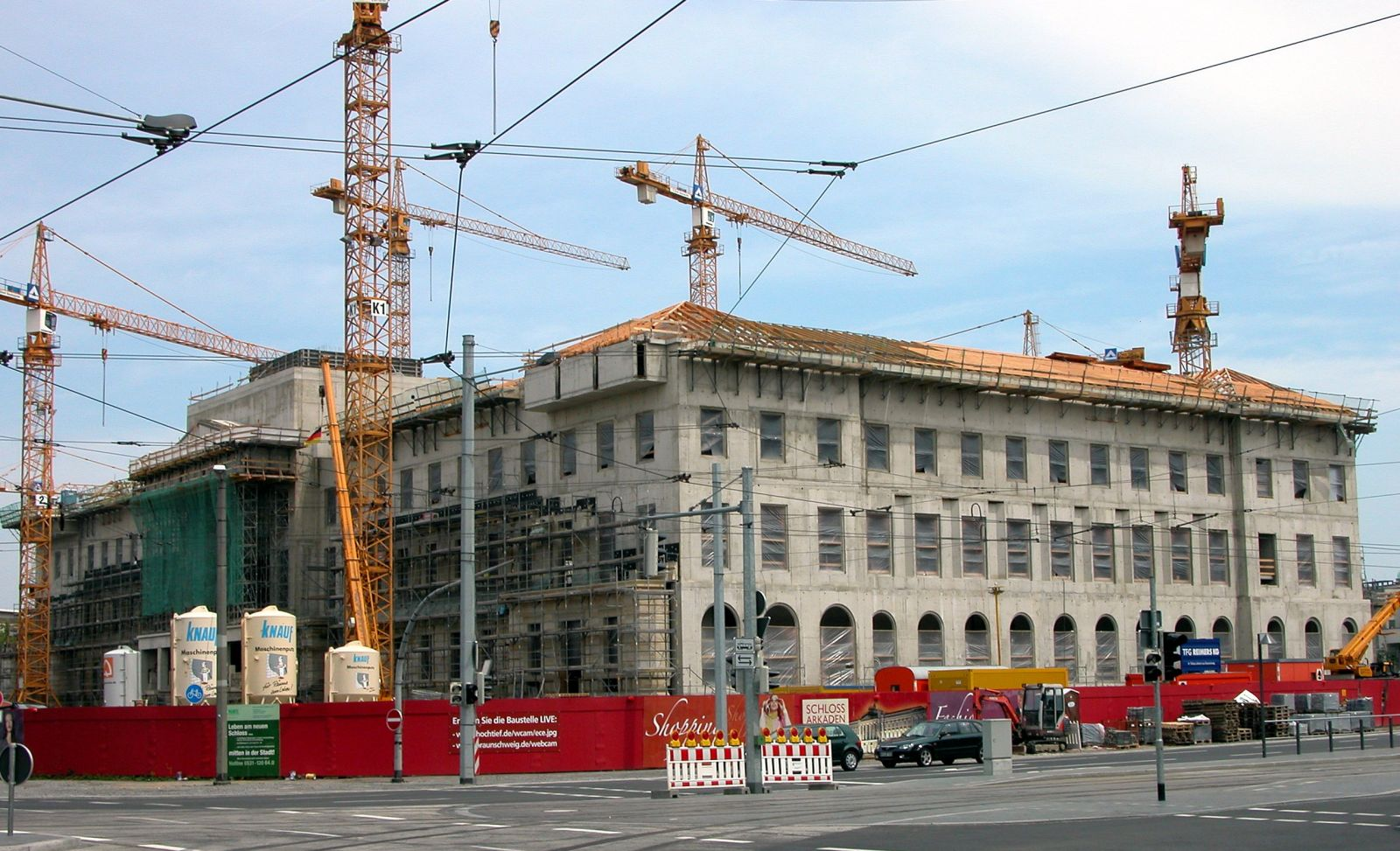
Строительство нового здания. 2006 год
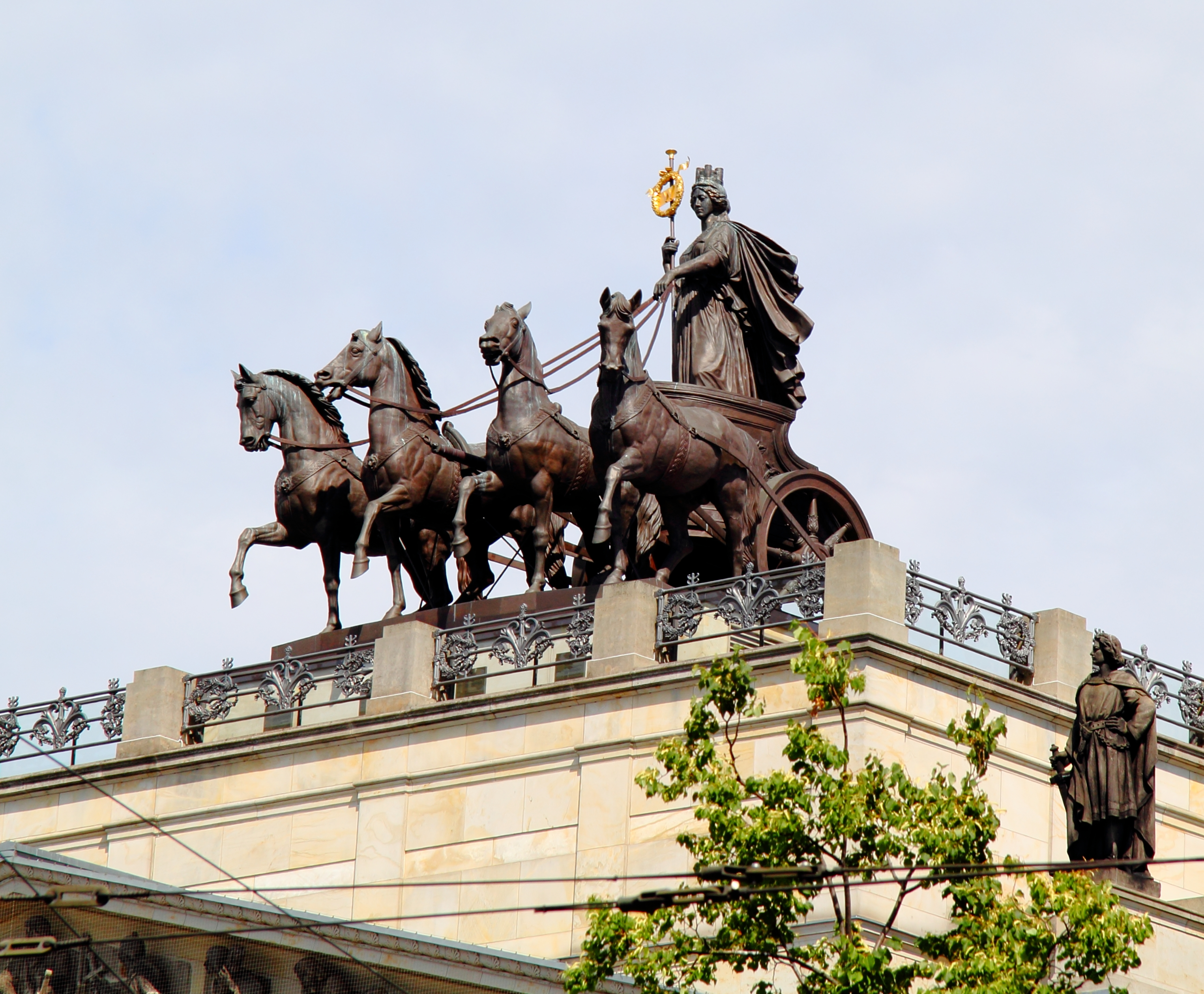
Брауншвейгская квадрига[нем.], 2015 год
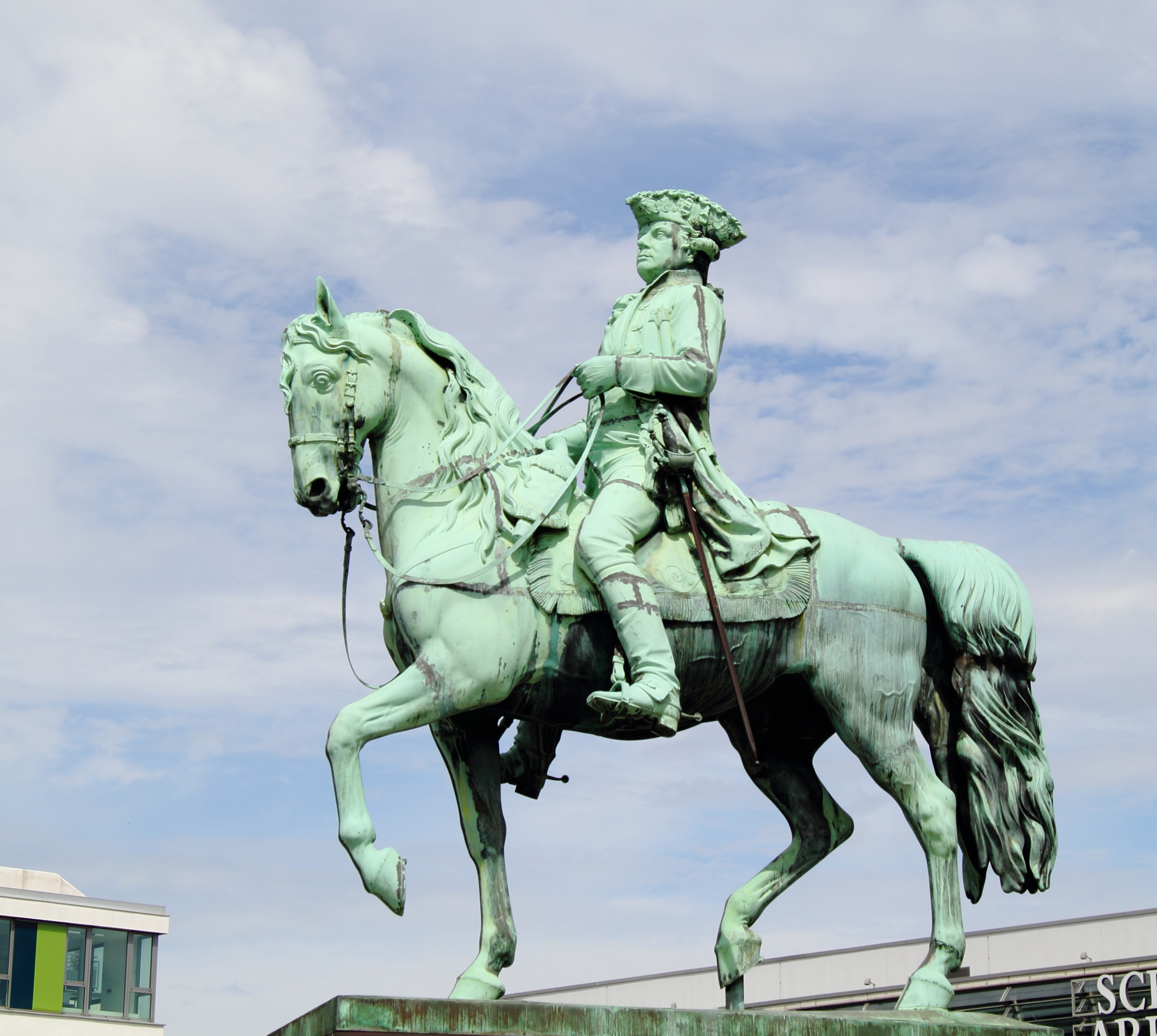
Статуя герцога Карла Вильгельма Фердинанда.
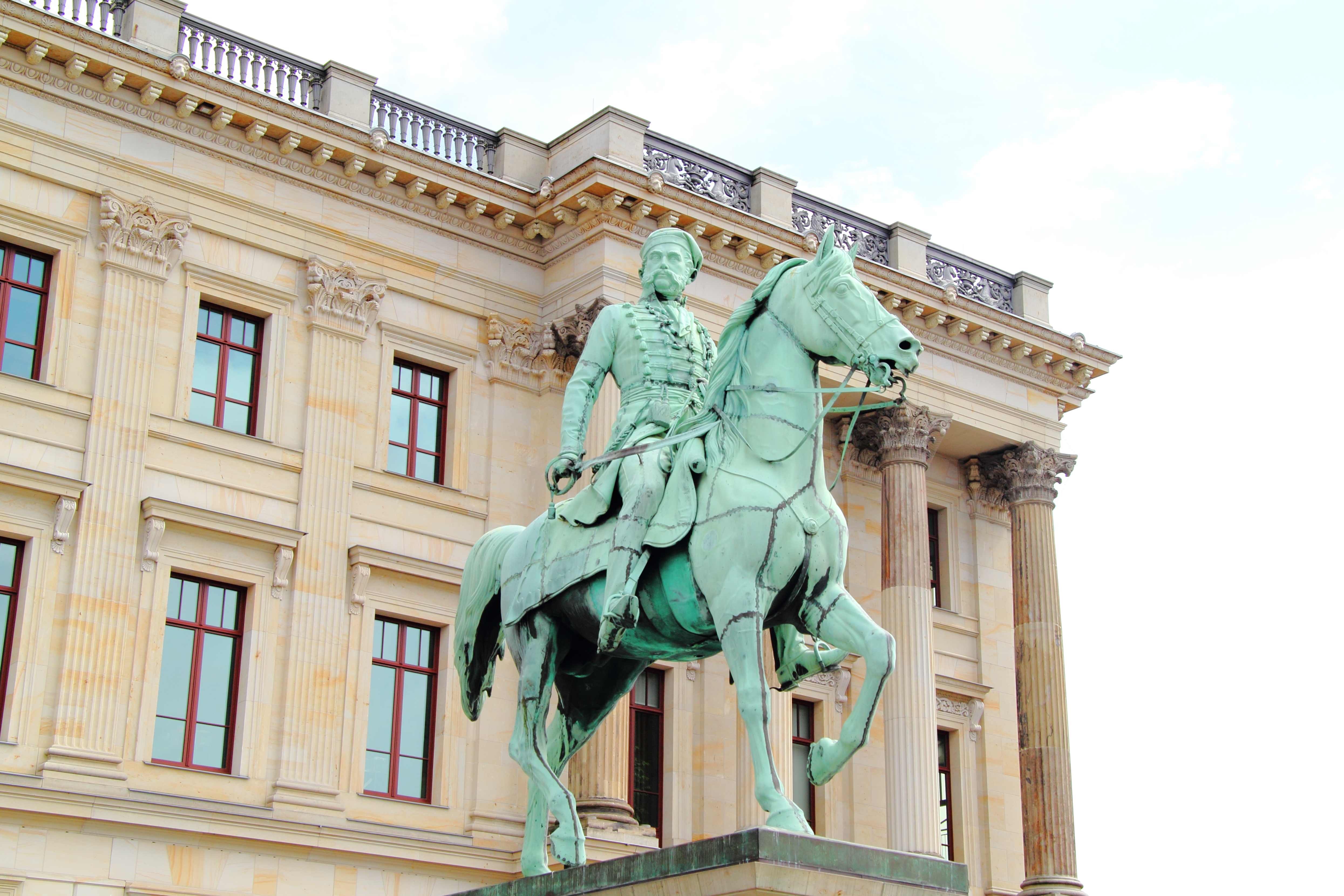
Статуя герцога Фридриха Вильгельма
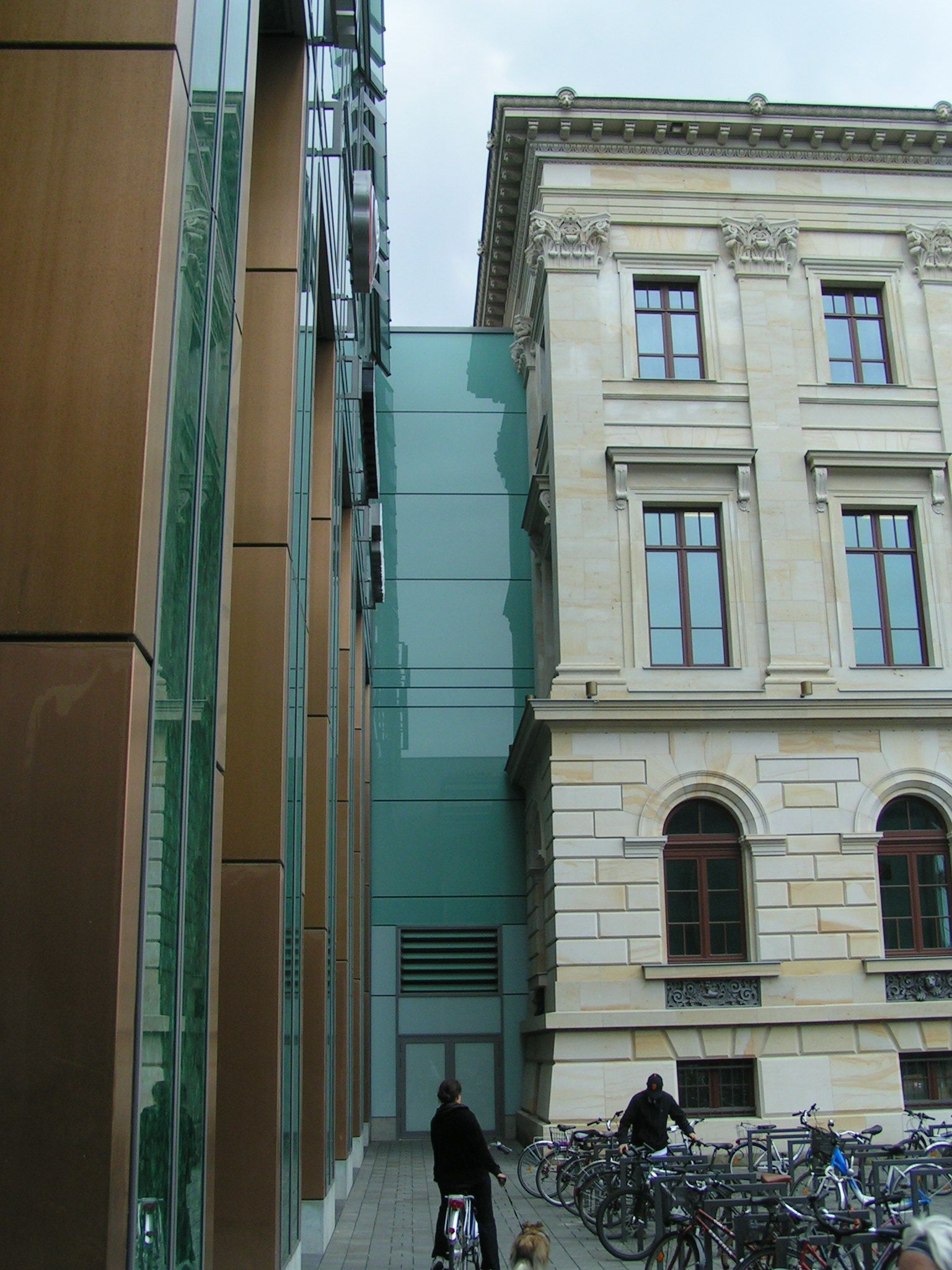
Место соединения «новой» и «старой» части комплекса